# Benjamín Jerez
Benjamín Abiel Jerez Jara (Santiago de Chile, 15 de junio de 1999) es un futbolista chileno que se desempeña como defensa central.

## Clubes
| Club                | País  | Año       |
| ------------------- | ----- | --------- |
| Colo-Colo           | Chile | 2018-2019 |
| Deportes Santa Cruz | Chile | 2020      |
| Fernández Vial      | Chile | 2020-2021 |
| Rancagua Sur        | Chile | 2021      |
| Iberia              | Chile | 2022-Act. |

## Palmarés

### Campeonatos nacionales
| Título             | Club      | País  | Año    |
| ------------------ | --------- | ----- | ------ |
| Supercopa de Chile | Colo-Colo | Chile | 2017   |
| Primera División   | Colo-Colo | Chile | 2017-T |